# Chitrella regina
Espèce
Chitrella regina est une espèce de pseudoscorpions de la famille des Syarinidae.

## Distribution
Cette espèce est endémique de Virginie-Occidentale aux États-Unis. Elle se rencontre dans le comté de Greenbrier dans la grotte Coffman's Cave.

## Description
La femelle holotype mesure 2,6 mm.

## Publication originale
- Malcolm & Chamberlin, 1960 : The pseudoscorpion genus Chitrella (Chelonethida, Syarinidae). American Museum Novitates, no 1989, p. 1-19 (texte intégral).